# قانون حریم خصوصی مصرف‌کننده کالیفرنیا
قانون حریم خصوصی مصرف‌کننده کالیفرنیا (انگلیسی: California Consumer Privacy Act) لایحه‌ای است که حقوق حریم شخصی و حمایت از مصرف‌کننده افراد مقیم ایالت کالیفرنیا در کشور ایالات متحده آمریکا را بهبود می‌دهد. لایحه توسط مجلس ایالتی کالیفرنیا به تصویب رسیده‌است و توسط جری براون فرماندار این ایالت در ۲۸ جون سال ۲۰۱۸ امضا شده و به تبدیل به قانون شده‌است. این قانون از ابتدای ژانویه سال ۲۰۲۰ اجرایی خواهد شد.

## اهداف قانون
اهداف این قانون اینست که برای شهروندان کالیفرنیا حقوق زیر را فراهم کند:
1. دانستن اینکه چه اطلاعات شخصی در مورد آن‌ها گردآوری شده‌است.
2. دانستن اینکه داده‌های شخصی آن‌ها فروخته شده یا افشا شده و شخصی که این داده‌ها نزدش افشا شده‌است.
3. نه گفتن به فروش اطلاعات شخصی
4. دسترسی به اطلاعات شخصی
5. قیمت و خدمات مساوی حتی اگر حقوق حریم خصوصی خود را ایفا کنند.

## فرد موظف به رعایت قانون
این قانون بر هر نوع کسب و کاری منجمله هر موجودیت انتفاعی که داده‌های مصرف‌کننده را گردآوری می‌کند، در کالیفرنیا کسب و کاری دارد و حداقل یکی از حدود زیر را برآورده سازد لازم االتباع است:
- درآمد ناخالص سالانه‌ای بیش از ۲۵ میلیون دلار داشته باشد.
- اطلاعات بیش از ۵۰ هزار نفر از مصرف‌کنندگان، خانوارها یا ابزارها را در اختیار داشته باشد.
- بیش از نیمی از درآمد سالانه خود رااز طریق فروش اطلاعات شخصی کسب کند.[۵]